# نفس آتشین: اقامتگاه اژدها
نفس آتشین: اقامتگاه اژدها (به انگلیسی : Breath of Fire: Dragon Quarter) ، (به ژاپنی : ブレスオブファイアＶ ドラゴンクォーター) یک بازی ویدئویی به سبک نقش‌آفرینی و عنوان پنجمین قسمت از مجموعه بازی‌های نفس آتشین است که در ۲۸ نوامبر ۲۰۰۳ در اروپا و در تاریخ ۱۸ فوریه ۲۰۰۳ در آمریکای شمالی به بازار روانه گردید. این بازی توسط شرکت ژاپنی کپ‌کام توسعه یافته و به صورت انحصاری برای کنسول پلی‌استیشن ۲ منتشر گردیده است.